# Liste der Bodendenkmäler in Weidenbach (Mittelfranken)
Auf dieser Seite sind die Bodendenkmäler in dem mittelfränkischen Markt Weidenbach zusammengestellt. Diese Tabelle ist eine Teilliste der Liste der Bodendenkmäler in Bayern. Grundlage ist die Bayerische Denkmalliste, die auf Basis des Bayerischen Denkmalschutzgesetzes vom 1. Oktober 1973 erstmals erstellt wurde und seither durch das Bayerische Landesamt für Denkmalpflege geführt wird. Die folgenden Angaben ersetzen nicht die rechtsverbindliche Auskunft der Denkmalschutzbehörde.

## Bodendenkmäler in Weidenbach

### Bodendenkmäler in der Gemarkung Burgoberbach
| Lage                    | Objekt                                              | Akten-Nr.     | Bild |
| ----------------------- | --------------------------------------------------- | ------------- | ---- |
| Burgoberbach (Standort) | Siedlung vor- und frühgeschichtlicher Zeitstellung. | D-5-6729-0016 |      |

### Bodendenkmäler in der Gemarkung Leidendorf
| Lage                  | Objekt                                                                                 | Akten-Nr.     | Bild |
| --------------------- | -------------------------------------------------------------------------------------- | ------------- | ---- |
| Leidendorf (Standort) | Siedlung der Steinzeiten.                                                              | D-5-6729-0005 |      |
| Leidendorf (Standort) | Bestattungsplatz vor- und frühgeschichtlicher oder frühmittelalterlicher Zeitstellung. | D-5-6729-0010 |      |
| Leidendorf (Standort) | Siedlung vor- und frühgeschichtlicher Zeitstellung.                                    | D-5-6729-0093 |      |
| Leidendorf (Standort) | Siedlung der Steinzeiten.                                                              | D-5-6729-0134 |      |
| Leidendorf (Standort) | Mittelalterliche und frühneuzeitliche Befunde im Bereich der Ev. Filialkirche.         | D-5-6729-0138 |      |

### Bodendenkmäler in der Gemarkung Weidenbach
| Lage                  | Objekt | Akten-Nr.     | Bild |
| --------------------- | --- | ------------- | ---- |
| Weidenbach (Standort) | Siedlung der Steinzeiten. | D-5-6729-0003 |      |
| Weidenbach (Standort) | Siedlung vor- und frühgeschichtlicher Zeitstellung. | D-5-6729-0004 |      |
| Weidenbach (Standort) | Mittelalterliche und frühneuzeitliche Befunde im Bereich der Evangelisch-Lutherischen Friedhofskirche, Friedhof des Mittelalters und der frühen Neuzeit. | D-5-6729-0135 |      |
| Weidenbach (Standort) | Untertägige spätmittelalterliche und frühneuzeitliche Befunde im Bereich der abgegangenen Seckendorff-Burg. | D-5-6729-0136 |      |
| Weidenbach (Standort) | Wall-Graben-Anlagen, darunter „Jagdstern“, Befunde von Hirschenscheuer, Vogelherd und weiteren jagdlichen Anlagen der frühen Neuzeit im Bereich des ehemaligen Wildparks Triesdorfer Park sowie untertägige Teile eines markgräflichen Wasserleitungssystems, der „Weiherschneidbacher Röhrenfahrt“ und der „Breitenbronner Röhrenfahrt“. | D-5-6729-0140 |      |
| Weidenbach (Standort) | Siedlung der Steinzeiten. | D-5-6829-0005 |      |
| Weidenbach (Standort) | Siedlung und Bestattungsplatz der späten Bronzezeit bzw. frühen Urnenfelderzeit. | D-5-6829-0210 |      |
| Weidenbach (Standort) | Siedlung der Bronzezeit, der Urnenfelder und der Eisenzeit. | D-5-6829-0244 |      |
| Weidenbach (Standort) | Mittelalterliche und frühneuzeitliche Befunde im Bereich der Evangelisch-Lutherischen Pfarrkirche St. Georg (ehemalige Hofkirche von Triesdorf). | D-5-6829-0248 |      |